# Cynanchum minahassae
Cynanchum minahassae är en oleanderväxtart som beskrevs av Rudolf Schlechter. Cynanchum minahassae ingår i släktet Cynanchum och familjen oleanderväxter. Inga underarter finns listade i Catalogue of Life.